# Scaphyglottis densa
Scaphyglottis densa là một loài thực vật có hoa trong họ Lan. Loài này được (Schltr.) B.R.Adams miêu tả khoa học đầu tiên năm 1988.